# 채도준
채도준(1995년 1월 12일 ~ )은 대한민국의 전직 스타크래프트 II 및 히어로즈 오브 더 스톰 프로게이머이자 현 프로게임단 지도자로 현재 농심 레드포스 리그 오브 레전드 프로게임단 코치직을 맡고 있다. 또한 스타크래프트 II 프로게이머 당시 아이디는 Noblesse, 주 종족은 테란이었으며 히오스 선수 시절 포지션은 메인탱커였다.

## 선수 시절

### 스타크래프트 II
2010년 fOu을 거쳐 같은 해 12월 MVP로 트레이드된 채도준 코치는 이후 2013년 7월까지 팀의 주축 테란으로 활약하며 글로벌 스타크래프트 II 팀 리그 2011 시즌 1 우승, IPTL 2013 시즌 1 우승 등을 만들어냈고 글로벌 스타크래프트 II 리그에서도 코드 A 8강까지 올라가기도 했지만 코드 S에서는 32강에서 탈락하는 등 이렇다할 성과를 거두지 못했으며 이후 마이크로 게이머즈, 인베이션 e스포츠를 거쳐 2014년 12월 19일 4년간의 스타 II 프로게이머 생활을 마감했다.

### 히어로즈 오브 더 스톰
2014년 8월 13일 팀 노리미트 히오스 게임단 입단을 통해 본격적인 히오스 선수 생활을 시작한 채도준 코치는 이후 2017년 6월 은퇴할 때까지 3년동안 히오스 국내외 각종 주요 대회에서 12번 결승에 올라 7회 우승 및 5회 준우승을 차지하는 등 매 대회마다 4위 이상의 성과를 거두며 화려한 전성기를 구가했다.

## 지도자 생활

### 히어로즈 오브 더 스톰
선수 은퇴 후 2017년 10월 10일 Gen.G 히오스 프로게임단 코치로 지도자 생활을 시작한 채도준 코치는 이후 1년동안 Gen.G 히오스팀 코치로 활동하며 히오스 주요 대회 5연속 우승을 비롯해 통산 6번의 우승과 1번의 준우승을 지휘하며 선수 시절에 이어 지도자로서도 전성기를 그대로 이어갔으나 2018년 12월 21일 히오스 리그가 폐지되면서 리그 오브 레전드 프로게임단 지도자로 전향했다.

### 리그 오브 레전드
2019년 4월 Gen.G 아카데미팀의 코치로 부임하여 12월까지 팀을 이끌다가 12월 라틴 아메리카 리그 소속팀인 엑스텐 E스포츠의 분석가로 부임하여 이듬해인 2020년 5월까지 활동했으며 그로부터 6개월 후인 11월 30일 농심 레드포스 1군 코치로 전격 부임했다.

## 수상 경력

### 선수

#### 스타크래프트 II
- 2011 인텔 글로벌 스타크래프트 II 리그 Mar. Code A 16강
- 2011 LG 시네마 3D, 인텔코리아 글로벌 스타크래프트 II 리그 May Code A 16강
- 2011 LG 시네마 3D, 인텔코리아 슈퍼 토너먼트 64강
- 2011 PEPSI 글로벌 스타크래프트 II 리그 July Code A 8강
- 2011 PEPSI 글로벌 스타크래프트 II 리그 Aug. Code S 32강
- 2011 소니 에릭슨 글로벌 스타크래프트 II 리그 Oct. Code S 32강
- 2011 소니 에릭슨 글로벌 스타크래프트 II 리그 Nov. Code A 48강
- 2012 핫식스 2012 글로벌 스타크래프트 II 리그 시즌 4 Code A 48강
- 2013 WCS Korea Season 1 챌린저리그 48강

#### 히어로즈 오브 더 스톰
- 넥서스컵 트롤 시즌 3위
- 넥서스컵 실바나스 시즌 3위
- 레이펑컵 CN VS KR 챌린저 4강
- 스톰 리그 2015 시즌 1 8강
- 히어로즈 오브 더 스톰 팀 리그 우승
- 골드시리즈 히어로즈 리그 2015 시즌 1 준우승
- 스톰 리그 2015 시즌 2 우승
- 넥서스컵 이터널 컨플릭트 5위
- 핫식스 히어로즈 오브 더 스톰 슈퍼리그 우승
- 히어로즈 오브 더 스톰 월드 챔피언십 2015 4강
- 골드시리즈 히어로즈 프로리그 2015 그랜드파이널 3위
- 히어로즈 오브 더 스톰 슈퍼리그 2016 시즌 1 준우승
- 기가바이트배 히어로즈 오브 더 스톰 파워리그 시즌 1 준우승
- 히어로즈 오브 더 스톰 스프링 2016 글로벌 챔피언십 4강
- 핫식스 히어로즈 오브 더 스톰 슈퍼리그 2016 시즌 2 3위
- 히어로즈 오브 더 스톰 파워리그 2016 시즌 2 준우승
- 핫식스 히어로즈 오브 더 스톰 슈퍼리그 2016 시즌 3 우승
- 히어로즈 오브 더 스톰 폴 2016 글로벌 챔피언십 우승
- 글로벌 월드 챔피언십 2016 우승
- 히어로즈 오브 더 스톰 글로벌 챔피언십 이스턴 클래시 2017 페이즈 1 준우승
- 히어로즈 오브 더 스톰 글로벌 챔피언십 코리아 2017 페이즈 1 우승
- 미드 시즌 브롤 2017 3위

### 지도자

#### 히어로즈 오브 더 스톰
- 히어로즈 오브 더 스톰 글로벌 챔피언십 코리아 2017 페이즈 2 우승
- 히어로즈 오브 더 스톰 글로벌 챔피언십 2017 파이널 우승
- 골드 클럽 월드 챔피언십 2017 우승
- 이스턴 클래시 타이페이 2018 준우승
- 히어로즈 오브 더 스톰 글로벌 챔피언십 코리아 2018 페이즈 1 우승
- 미드 시즌 브롤 2018 우승
- 이스턴 클래시 인천 2018 우승
- 히어로즈 오브 더 스톰 글로벌 챔피언십 코리아 2018 페이즈 2 우승
- 히어로즈 오브 더 스톰 글로벌 챔피언십 2018 파이널 우승

#### 리그 오브 레전드
- 2020 LoL KeSPA컵 울산 준우승
- 리그 오브 레전드 챔피언스 코리아 스프링 2021 6위